# Erronea angioyorum
Erronea angioyorum is een slakkensoort uit de familie van de Cypraeidae. De wetenschappelijke naam van de soort is voor het eerst geldig gepubliceerd in 1978 door Biraghi.